# Giuseppe Palomba (economista)
Giuseppe Palomba (San Nicola la Strada, 9 maggio 1908 – Napoli, 30 gennaio 1986) è stato un economista italiano.

## Biografia
Allievo di Luigi Amoroso, frequentò la London School of Economics grazie a una borsa di studio messa in palio dal Banco di Napoli. Insegnò, dopo aver conseguito la libera docenza in Economia politica ed essere stato ternato, poco dopo, nel concorso a cattedra di Economia politica bandito nel 1939 dall'Università di Ferrara, negli Atenei di Catania, Napoli e Roma. Fu socio: dell'Accademia Pontaniana, della Società napoletana di scienze, lettere e arti, dell'Accademia dei Lincei, dell’ISMEA, dell’Accademia Tiberina, dell’Accademia de “i 500” e dell’Accademia Internazionale Burckhardt. Nel 1970 riceve una medaglia d’oro e il Diploma di 1ª Classe ai Benemereti della scuola della cultura e dell’arte dal Presidente della Repubblica Giovanni Leone e dal Ministro per la Pubblica Istruzione Misasi. Nel 1984 riceve il titolo di Professore Emerito dal Presidente della Repubblica Sandro Pertini

## Opere
- Palomba G., Le economie non euclidee e l’economia corporativa, pubblicato su L’Economia italiana, Jovene, Napoli, 1933;
- Palomba G., Equilibrio economico e movimenti ciclici secondi i dati della sociologia sperimentale, Jovene, Napoli, 1935;
- Palomba G., Equilibrio economico ed equilibrio sociale, Tip. Terme, Roma, 1935;
- Palomba G., Lineamenti teorici di politica bancaria, classica e contemporanea, Jovene, 1939;
- Palomba G., Introduzione allo studio della dinamica economica, Jovene, Napoli, 1939;
- Palomba G., Corso di economia politica corporativa, vol. I-III., Jovene, Napoli, 1940-1941;
- Palomba G., I nuovi orizzonti della politica e della teoria monetaria, Jovene, Napoli, 1943;
- Palomba G., Finanziamento bellico e sistema industriale, pubblicato su L’Industria, 1943;
- Palomba G., Lineamenti di economia pura, Humus, Napoli, 1945;
- Palomba G., La crisi della civiltà moderna, Humus, Napoli, 1946;
- Palomba G., Pagine di un economista, Humus, Napoli, 1946;
- Palomba G., Lezioni di fisica economica, Puntata I-Vol III, Jovene, Napoli, 1945-1951;
- Palomba G., Introduzione all’economia, Pellerano & Del Gaudio, Napoli, 1950;
- Palomba G., Appunti di economia agraria: la produzione, I.E.S., 1951;
- Palomba G., Cicli storici e cicli economici, Giannini, Napoli, 1952;
- Palomba G., Morfologia Economica, Giannini, Napoli, 1956 (Ristampa: Utet, Torino, 1970);
- Palomba G., Ciclo, sviluppo e politica creditizia, Ipsi, Pompei, 1958
- Palomba G., Fisica Economica, Giannini, Napoli, 1959 (Ristampa: Utet, Torino, 1973);
- Palomba G., Fisica economica, Giannini, Napoli, 1959 (Ristampa: Utet, Torino, 1970);
- Palomba G., L’espansione capitalistica, Giannini, Napoli, 1960 (Ristampa: Utet, Torino, 1973);
- Palomba G., Elementi di economia politica, Giannini, Napoli, 1960;
- Palomba G., Elementi di economia: appunti delle lezioni tenute al 7. Corso di perfezionamento in organizzazione aziendale: anno accademico 1960, Centro universitario editoriale, Napoli, 1960;
- Palomba G., Entropie, information et sintropie des systemes economiques, Giannini, Napoli, 1960;
- Palomba G., Sociologia dello sviluppo: sunto delle lezioni, Giannini, Napoli, 1962;
- Palomba G., Genesi e struttura della moderna società, Giannini, Napoli, 1961;
- Palomba G., Valori morali e progresso economico, Giuffrè, 1963;
- Palomba G., Valori morali e sociologia del sottosviluppo, Giannini, Napoli, 1964;
- Palomba G., Teoria matematica del bilancio contabile, Giannini, Napoli, 1967;
- Palomba G., Scienza e sociologia, Giannini, Napoli, 1967;
- Palomba G., A mathematical interpretation of the balance sheet, Droz, Genève, 1968;
- Castellano C., Pace C., Palomba G., L’efficienza della giustizia italiana e i suoi effetti economico-sociali, Laterza, Bari, 1968;
- Palomba G., L’espansione capitalistica, Giannini, Napoli, 1968 (Ristampa: Utet, Torino, 1973);
- Palomba G., Termodinamica, entropia e economia, De Simone, Napoli, 1970;
- Palomba G., Lezioni di economia matematica, Liguori, Napoli, 1973;
- Palomba G., Lezioni di economia politica, Veschi, Roma, 1975?;
- Palomba G., Saggi critici, Veschi, Roma, 1976;
- Palomba G., Economia e teologia, La Goliardica, Roma, 1976;
- Palomba G., Tra Marx e Pareto, De Simone, Napoli, 1980;
- Palomba G., Distribuzione sociale del reddito nazionale, De Simone, 1984;
- Palomba G., Il pensiero economico italiano (1848-1948), Prefazione di Carlo Gambescia, Settimo Sigillo, Roma 2004.
- Palomba G., Dialoghi di un cattolico. Manoscritti dal 1978 al 1983, a cura di Franco Manganelli, Edizioni Il Rubino, Nola 2015. (Pubblicato postumo).

Articoli pubblicati sulla Rivista di politica economica:
- Palomba G., L’eterogeneità sociale e l’economia corporativa, 1934;
- Palomba G., Le forze extra-economiche nella determinazione dell’equilibrio, 1934;
- Palomba G., Sulla efficacia delle opere pubbliche, 1935;
- Palomba G., Aspetti e tendenze nello sviluppo della teoria dell’equilibrio economico, 1936;
- Palomba G., Appunti per uno schema probabilistico delle fluttuazioni economiche, 1937;
- Palomba G., Le grandezze fondamentali dell’economia corporativa, 1942;
- Palomba G., Elementi matematici per l’economia corporativa, 1942;
- Palomba G., Sulla natura e sul contenuto della politica economica, 1947;
- Palomba G., Sguardo storico sull’istituto corporativo, 1954.

Meritano di essere altresì menzionate, trascurando i non pochi spesso rilevanti saggi prodotti nel corso della sua intensa vita di studioso, le importanti «Introduzioni» alle ristampe della Meccanica economica di Luigi Amoroso, Napoli, Gannini, 1969, del Corso di economia politica di Vilfredo Pareto, Torino, Utet, 1971 e degli Elementi di economia pura di Léon Walras, Torino, Utet, 1974. È altresì autore, nascosto sotto il falso nome di Franco Barberino, di un romanzo inedito, Sekhmet la possente, redatto (annotazione autografa, apposta su un dattiloscritto, ricco di circa trecento pagine, che porta la data del 1947) fra l'ottobre del 1943 e l'agosto del 1944.
 Altri scritti di Giuseppe Palomba meritevoli di menzione:
- "La teoria monetaria del bilancio contabile", in Scritti in onore di Gino Zappia, vol. III, 1961.
- "Un'interpretazione economico-matematica del bilancio d'impresa", in Giornale degli economisti, nov.-dic. 1965.
- "Nuove vedute sulla teoria del capitale", in Studi in onore di Gaetano Zingali, vol. I, 1965.
- "La teoria monetaria", in Cultura e scuola, n. 19, lug.-sett. 1966.
- "Su alcune recenti questioni relative ala teoria monetaria", in Atti dell'Accademia Pontaniana, vol. VIII, s.d.
- "Un economista e la matematica", in Giornale degli economisti, gen.feb. 1970.
- "Scienza e fede nel loro mutuo gioco di azione e reazione", in Logos, n, 1, 1970.
- "L'espansione dell'universo economico e la sua pianificazione", in Accademia Nazionale dei Lincei, Rendiconti  della Classe di Scienze morali, storiche e filologiche, fasc. 5-6, 1971.
Testi che trattano di Giuseppe Palomba:
- Spartacus, Il massimo mistero iniziatico, Helios, Napoli, 1961;
- Guénon R., Recensioni, Edizioni all’insegna del Veltro, Parma, 1981;
- Fusco A. M., "Giuseppe Palomba (1908-1986)", in Bollettino della Società Italiana degli Economisti, n. 24, ottobre 1986.
- A. Scognamiglio, "G. Palomba, uno studioso 'difficile' ", in Rivista di politica economica, fasc. 12, 1986.
- A. Scognamiglio, "Giuseppe Palomba, un economista sociologo", in Atti dell'Accademia di Scienze Morali e Politiche, vol. XCVII, 1986.
- Zagari E., "Giuseppe Palomba: ricordo di un allievo", in Rassegna economica Banco di Napoli, fascicolo 3, 1988.
- Fusco A. M., "Giuseppe Palomba: sull'onda dei ricordi", nel volume di Fusco A. M., Postille a scritti vari d'economia, Napoli, 2002, pp. 13-20.
- Palomba G. (a cura di Gambescia C.), Il pensiero economico italiano (1848-1948), Settimo Sigillo, Roma, 2004;
- Dentice d’Accadia A., Giuseppe Palomba. Tra scienza ed esoterismo, Tipheret Editore, Catania, 2013
- Dentice d’Accadia A., L’economista Giuseppe Palomba. Metafisica dell’economia, Bonanno Editore, Catania 2013
- Dentice d'Accadia A., Tra Marx e Palomba. Pensieri a confronto, Bonanno Editore, Catania, 2017
- Tusset, G., "L'economia per 'gruppi di trasformazioni' di Giuseppe Palomba", in Nuova Economia e Storia, 4(1), pp. 27-55, 1998
- Petracca, E., "A 'geometrical heresy': Giuseppe Palomba's economics between physics and history", in Il Pensiero Economico Italiano, 24(2), pp 105-124, 2016